# Watertappunt

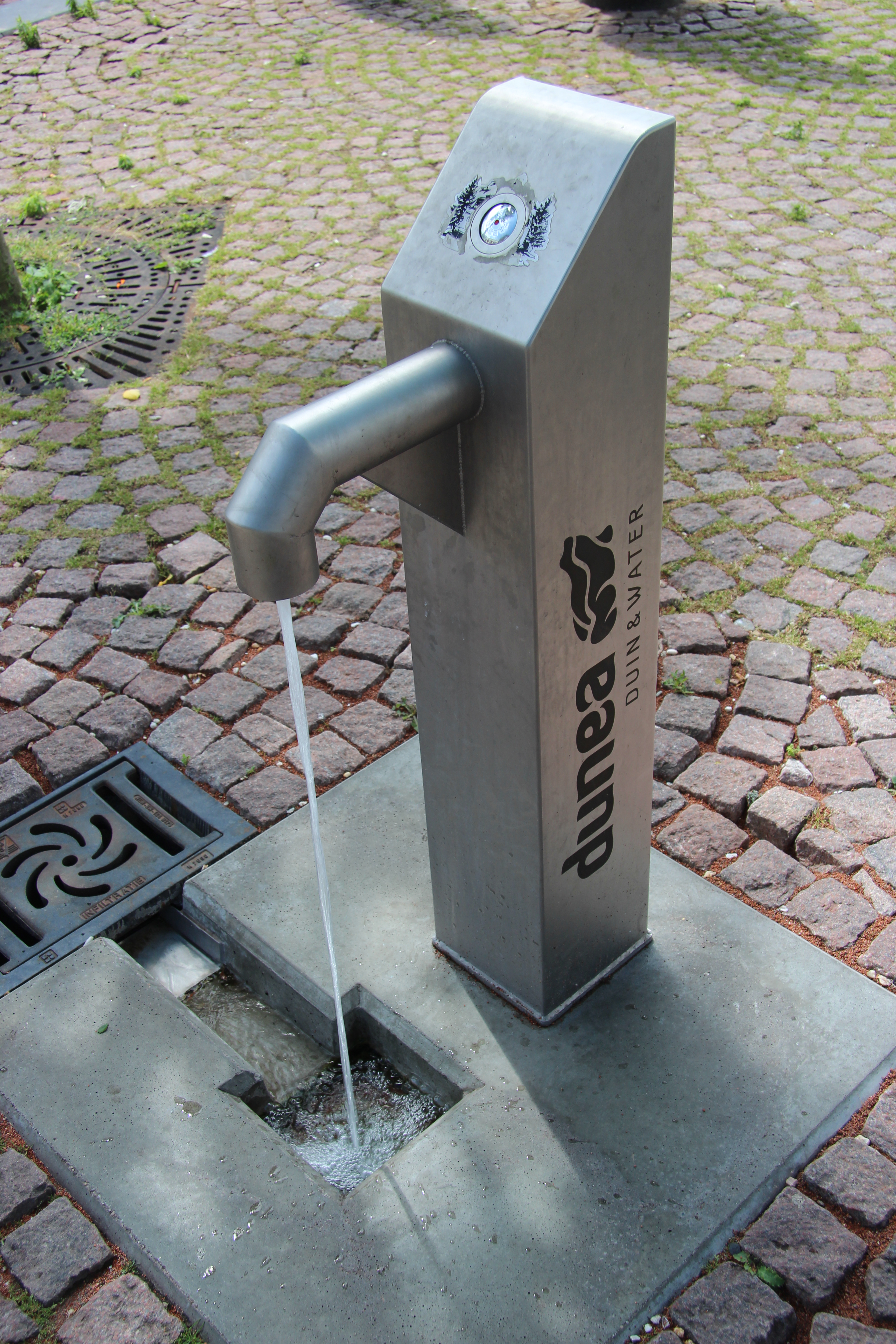
Watertappunt

Een watertappunt is een drinkwatervoorziening in de openbare ruimte. Het kan gezien worden als een doorontwikkeling van de waterpompen, die in het verleden in steden en dorpen werden geplaatst om te voorzien in de behoefte aan schoon drinkwater. Anders dan de zogenaamde waterhappertjes zijn watertappunten niet bedoeld om direct uit te drinken, maar juist om zelf meegebrachte bidons of waterflesjes bij te vullen. 
De tapkranen worden op initiatief van de waterleidingbedrijven en in overleg met de betrokken gemeenten bij voorkeur geplaatst op drukke plekken in landelijk gebied, zoals bij wandel- en fietsroutes. Hiermee promoten de waterleidingbedrijven het gebruik van regulier leidingwater in plaats van voorverpakt bron- of mineraalwater uit flessen. Argumenten die hiervoor worden aangevoerd zijn, dat leidingwater goedkoper, verser en gezonder zou zijn, en dat het ook milieuvriendelijker zou zijn, onder meer omdat plastic flesjes maar eenmalig worden gebruikt en het kan bijdragen aan het terugdringen van de afvalberg. Het verstrekken van een karaf kraanwater in plaats van flessenwater in restaurants is gepromoot door culinair journalist Johannes van Dam in zijn kritieken in Het Parool.
Het plaatsen van tapkranen brengt kosten met zich mee. Niet alleen moeten in het buitengebied speciaal leidingen worden aangelegd naar het tappunt, maar ook is er periodiek onderhoud noodzakelijk. Watertappunten moeten vanwege de kans op bevriezen meestal 's winters weggehaald worden. Dit tenzij het watertappunt vorstvrij is. Vorstvrije tappunten kenmerken zich doordat er geen water in de stijgbuis blijft staan. Bijkomend voordeel is dat water zich in zomer niet opwarmt. Bovendien is periodieke controle op het voorkomen van bacteriën noodzakelijk. 